# Інтенсивність радіосигналу
У телекомунікації, зокрема в радіо, інтенсивність радіосигналу це норма електричного поля в контрольній точці, що знаходиться на віддаленій відстані від передавальної антени. Це поняття також часто згадується як рівень отриманого сигналу або напруженість поля. Як правило, інтенсивність сигналу виражається в значеннях напруги на одиницю довжини або потужності сигналу, отриманому на антені приймача.
Високо-потужна передача сигналів, така що використовується в телерадіомовленні, вимірюється в дБ-мілівольтах на метр (дБмВ/м, dBmV/m). У випадку дуже мало-потужність систем, таких як мобільні телефони, сила сигналу як правило вимірюється в дБ-мікровольтах на метр (дБмкВ/м, dBµV/m) або в децибелах, що вищі еталонного рівня в один міліват (дБм). У термінології радіомовлення, 1 мВ/м дорівнює 1000 мкВ/м або 60 dBµ (іноді позначають як dBu).
Приклади
- 100 dBµ або 100 мВ/м: блокуюча перешкода, що може виникати в багатьох приймачах
- 40 dBµ або 0.1 мВ/м: мінімальна потужність, при якій більшість приймачів отримають сигнал станції на прийнятній якості